# Светлое (озеро, Урнекский сельский округ)
Светлое озеро (каз. Светлое) — озеро в Урнекском сельском округе Карабалыкского района Костанайской области Казахстана. Находится в 6 км к северу от посёлка Кансор и 4 км к западу от села Каракопа.
По данным топографической съёмки 1943 года, площадь поверхности озера составляет 1,23 км². Наибольшая длина озера — 1,4 км, наибольшая ширина — 1,1 км. Длина береговой линии составляет 5,2 км, развитие береговой линии — 1,32. Озеро расположено на высоте 236,4 м над уровнем моря.